# Alvania microglypta
Alvania microglypta är en snäckart som beskrevs av Haas 1943. Alvania microglypta ingår i släktet Alvania och familjen Rissoidae. Inga underarter finns listade i Catalogue of Life.